# Верный Руслан
«Верный Руслан. История караульной собаки» — повесть советского писателя Георгия Владимова, написанная в 1963—1965 годах и опубликованная на Западе в 1975 году. Это история сторожевой собаки из трудового лагеря ГУЛАГ, рассказанная с точки зрения самой собаки. История начинается с момента закрытия и сноса трудового лагеря, включает в себя лучшие воспоминания пса Руслана о его прошлом и заканчивается гибелью Руслана.

## Сюжет
После того как исправительно-трудовой лагерь ликвидируют, хозяин Руслана (ефрейтор караульной службы) прогоняет собаку, не сумев заставить себя застрелить её. Так же повезло многим другим сторожевым собакам лагеря. Со временем большинство из них каким-то образом нашли свой путь в «гражданской» жизни, но Руслан не может забыть свой долг; он воспринимает пустой лагерь как бегство одного огромного узника и предпочитает голодать, чем брать пищу из чужих рук. Через некоторое время Руслан случайно встречает своего хозяина, болтающего с бывшим узником ГУЛАГа по прозвищу Потёртый, но хозяин снова прогоняет его, и Руслан неожиданно связывает себя с Потёртым. Последний думает, что приручил некогда злобную собаку, но Руслан видит в Потёртом сбежавшего ссыльного, который вернулся добровольно (он видел такое много раз), и решает охранять его, пока не будет восстановлен «нормальный порядок вещей».
Сначала все собаки приходили на вокзал, напрасно ожидая поезда со свежей партией заключённых. В конце концов, все, кроме Руслана, перестают это делать. Наконец подъезжает поезд, везущий группу энтузиастов-рабочих, чтобы на месте лагеря начать «великую стройку коммунизма». Рабочие образуют колонну и маршируют с песнями. Приняв их за ссыльных, бывшие сторожевые собаки выходят из укрытий и занимают свои привычные места вдоль колонны. Комсомольцы озадачены, но местные жители понимают, что происходит, и наблюдают с мрачным ожиданием. Пара рабочих выходит из строя, и, воспринимая это как попытку побега, собаки нападают на них. Это вызывает панику у остальных прибывших, что приводит к нападению большего количества собак, и вскоре в городе царит хаос. Горожане и рабочие борются с собаками и в конце концов убивают их всех. Руслан смертельно ранен, но ему удается приползти обратно на вокзал, где он вспоминает, как его однопомётники были убиты вскоре после их рождения. Перед смертью он задается вопросом, не были ли они более удачливыми, чем он.

## Оценки
Автор говорил, что при написании повести стремился «увидеть ад глазами собаки, которая считает, что это рай» (см. стокгольмский синдром).
Андрей Синявский в статье «Люди и звери» (1975) иронизировал, что Руслан — образ идеального коммунистического героя: его честность, преданность, героизм, дисциплина делают его истинным носителем морального кодекса строителя коммунизма. В то же время Владимов показывает, как эти идеальные качества извращаются в коммунистическом обществе. По словам Андрея Гаврилова, это «изображение бесчеловечной системы, которая уничтожает в животном то, что мы хотели бы очеловечить».
По оценке профессора Оксфордского университета Полли Джонс, собачья сущность Руслана – ключ к размышлению о неразрешенных вопросах: степень виновности системы в действиях её подчинённых, до какой степени это вопрос воли или характера? Также произведение поднимает вопрос о нравственной цене такой работы.

## Адаптации
В 1991 году по повести был снят одноимённый фильм с закадровым голосом Алексея Баталова.
В 2017 году спектакль по пьесе, написанной Хеленой Каут-Хаусон на основе перевода Майкла Гленни, был поставлен в Великобритании (совместно Citizens Theater Glasgow, Belgrade Theater Coventry и KT Productions).